# Gölezkayı, Eldivan
Gölezkayı là một xã thuộc huyện Eldivan, tỉnh Çankırı, Thổ Nhĩ Kỳ. Dân số thời điểm năm 2010 là 178 người.